# Вайс, Эрнст Давид
Эрнст Давид Вайс (1902 год — ?) — агент советской разведки. Оперативные псевдонимы: «Жан», «Уолтер Локк».

## Биография
Вайс родился в 1902 году в городе Бреслау в Германии. После окончания школы поступил в университет в Бреслау. В 1932 году был завербован своим однокурсником, советским агентом Деметцом, который работал в Разведывательном управлении РККА. В 1932 году Вайс работал в Англии, в 1933—1935 годах — в США.
Осенью 1935 года он встретился в городке Энге в Швейцарии с советским разведчиком Рудольфом Кирхенштейном, которому он стал передавать информацию. В 1936 году Вайс получил секретные сведения по самолетостроению от источников «Вернон» и Мередит" (Оба источника были высокопоставленными чиновниками. Один служил в министерстве авиации и впоследствии стал членом парламента от лейбористской партии. Вторым был Фредерик Уильям Мередит). Оба они были членами коммунистической партии, знали Вайса под псевдонимом «Уолтер Локк». В 1936 году Вайс завербовал своего знакомого из Лондонской школы экономики Сэма Баррона.
С 1938 по 1941 год, Баррон работал в США в торговом отделе английского посольства в Вашингтоне. В Америке он был связан с Лочлином Керри, помощником президента Рузвельта. В 1936 году Вайс был передан советскому разведчику Генри Робинсону, и по его указанию руководил группой агентов в Англии. В 1941 году Вайс попал под подозрение в шпионской деятельности и был подвергнут допросу сотрудниками МИ-5, после чего прекратил контакты с советской разведкой. После войны он признался, что работал на разведку СССР.
Дальнейшая его судьба неизвестна.